# Yannick Hanfmann
Yannick Hanfmann (Karlsruhe, 13 novembre 1991) è un tennista tedesco.
Il suo miglior ranking ATP in singolare è stato il 45º posto raggiunto nel luglio 2023. Ha vinto alcuni tornei nei circuiti minori e ha disputato due finali del circuito ATP allo Swiss Open Gstaad 2017 e all'Austrian Open 2020, perdendole entrambe. In doppio ha disputato la semifinale agli Australian Open 2024 e nel luglio 2024 si è spinto fino all'81º posto del ranking. Ha esordito nella squadra tedesca di Coppa Davis nel 2017.

## Carriera

### Circuito juniores e NCAA
Hanfmann si è diplomato presso l'Otto Hahn Gymnasium di Karlsruhe e ha studiato Relazioni Internazionali presso l'Università della California Meridionale (USC), laureandosi nel 2015. Disputa solo 7 tornei nell'ITF Junior Circuit, mentre dal 2012 al 2015 gioca nel campionato dei College dell'NCAA, contribuendo alla conquista di due titoli da parte della USC.

### 2008-2016, primi tornei tra i professionisti, primi titoli ITF
Fa la sua prima esperienza tra i professionisti nel circuito ITF nell'ottobre 2008 al torneo Futures Germany F22 e si spinge fino ai quarti di finale sia in singolare che in doppio. Nei primi anni gioca saltuariamente e conquista il primo titolo da professionista nel giugno 2013 vincendo il torneo di doppio al Futures Mexico F12. Il primo trofeo in singolare arriva nell'agosto del 2014, quando si impone nella finale del Futures Germany F12. Inizia a giocare con maggiore continuità nel 2015, anno in cui si aggiudica il secondo Futures in singolare e debutta in un tabellone principale di un torneo Challenger. Nel 2016 vince altri due titoli ITF ma non compie sostanziali progressi nei Challenger.

### 2017, prima finale ATP, primo titolo Challenger, debutto in Davis e 114º del ranking
Nel febbraio 2017 sconfigge per la prima volta un top 100, il nº 72 Andreas Seppi, a Bergamo, dove per la prima volta disputa i quarti di finale in un Challenger. In maggio supera per la prima volta le qualificazioni in un torneo ATP a Monaco di Baviera, sconfigge quindi i quotati Gerald Melzer e Thomaz Bellucci e viene eliminato nei quarti da Roberto Bautista Agut. A fine mese disputa la sua prima finale Challenger a Shymkent e viene sconfitto da Ričardas Berankis; a fine torneo fa il suo ingresso nella top 200 del ranking. Il 30 luglio gioca la prima finale ATP a Gstaad e cede in due set a Fabio Fognini dopo aver eliminato tra gli altri il campione uscente Feliciano López, João Sousa e Robin Haase. In settembre fa il suo esordio nella squadra tedesca di Coppa Davis, viene schierato a risultato già acquisito dalla Germania e perde in due set da João Domingues. Un mese più tardi alza il suo primo trofeo Challenger battendo Lorenzo Sonego nella finale di Ismaning e sale alla 114ª posizione del ranking.

### 2018-2019, top 100, 4 titoli Challenger in singolare e 2 in doppio
Nei primi mesi del 2018 non ottiene risultati di rilievo fino ad aprile, quando vince a Panama il suo primo Challenger in doppio, in coppia con Kevin Krawietz, assieme al quale si aggiudica subito dopo il Challenger di Città del Messico. In maggio torna in finale a Shymkent e si impone in tre set su Roberto Cid Subervi; due mesi dopo vince anche il Challenger di Braunschweig ed entra per la prima volta nella top 100, al 99º posto. In agosto disputa il suo primo incontro nel main draw di una prova del Grande Slam agli US Open e viene eliminato al primo turno da Philipp Kohlschreiber. È il suo ultimo impegno stagionale, un infortunio al gomito lo tiene fuori dal circuito fino al marzo del 2019. In maggio supera per la prima volta le qualificazioni al Roland Garros senza perdere alcun set e nel tabellone principale il sorteggio lo mette di fronte a Rafael Nadal, contro il quale raccoglie solo 6 giochi. In estate vince in singolare i Challenger di Ludwigshafen e Augbsurg e saranno gli unici successi della stagione, durante la quale scende in ottobre al 159º posto del ranking.

### 2020, seconda finale ATP e 1 titolo Challenger
In gennaio viene eliminato per la seconda volta su due tentativi alle qualificazioni dell'Australian Open e nella prima parte della stagione si mette in luce solo arrivando in finale nel Challenger di Burnie, nella quale Tarō Daniel gli concede 4 soli giochi. Dopo i cinque mesi di pausa del tennis mondiale per la pandemia di COVID-19, al rientro in agosto sconfigge Bernabé Zapata Miralles nella finale del Challenger di Todi. Il mese dopo raggiunge la sua seconda finale ATP all'Austrian Open eliminando tra gli altri il nº 54 ATP Aleksandr Bublik e il nº 24 Dušan Lajović; nell'atto conclusivo si arrende in due set a Miomir Kecmanović. Al successivo ATP 500 di Amburgo sconfigge per la prima volta un top 10, il nº 9 ATP Gaël Monfils, ed esce di scena al secondo turno per mano di Cristian Garín. Alla prima edizione del Sardegna Open concede solo tre giochi al nº 25 del mondo Casper Ruud, viene eliminato nei quarti dall'emergente Lorenzo Musetti e a fine torneo rientra nella top 100.

### 2021, esordi nel Grande Slam
Fa il suo esordio nel tabellone principale di uno Slam all'Australian Open e viene sconfitto al primo turno da Andrej Rublëv, mentre in doppio si ferma al secondo turno. In marzo gioca il suo primo incontro anche nel tabellone principale di un Masters 1000 al Miami Open e vince contro Steve Johnson, al secondo turno viene sconfitto da Karen Chačanov. Subito dopo torna a giocare i quarti al Sardegna Open e perde in 3 set da Lorenzo Sonego, che si aggiudicherà il titolo. A maggio sale alla 92ª posizione del ranking, nuovo best ranking; il mese successivo fa il suo esordio a Wimbledon e al primo turno viene sconfitto in 3 set da Jiří Veselý. Tre settimane dopo si prende la rivincita su Veselý al secondo turno di Båstad, raggiunge poi la semifinale e raccoglie solo tre giochi contro Federico Coria. A luglio esce dalla top 100. Debutta con una sconfitta al primo turno degli US Open e l'unico risultato significativo nel prosieguo della stagione è la semifinale raggiunta al Challenger di Stettino in settembre.

### 2022, una semifinale ATP
A inizio stagione vince per la prima volta un incontro in un torneo dello Slam agli Australian Open con il successo su Thanasi Kokkinakis e viene eliminato al secondo turno da Rafael Nadal. A febbraio viene sconfitto nei quarti di finale a Santiago del Cile da Pedro Martínez dopo aver eliminato Federico Coria. Saranno gli unici risultati di rilievo nella prima parte della stagione, torna a mettersi in luce a giugno raggiungendo i quarti in doppio all'ATP 500 di Halle assieme a Jan-Lennard Struff. A luglio supera Cristian Garín a Gstaad, per poi uscire al secondo turno, e raggiunge la semifinale a Kitzbühel, dove batte fra gli altri Dominic Thiem e cede al tie-break del set decisivo alla sorpresa del torneo Filip Misolic. A ottobre raggiunge la finale all'ATP Challenger do Rio de Janeiro e viene sconfitto in rimonta da Marco Cecchinato.

### 2023, quarti di finale al Masters di Roma e 45º nel ranking
Supera le qualificazioni e viene eliminato al primo turno agli Australian Open. Torna a mettersi in luce a marzo all'ATP di Santiago con la disputa dei quarti di finale, e viene sconfitto in tre set dal futuro vincitore Nicolás Jarry dopo aver eliminato Roberto Carballés Baena. Partendo dalle qualificazioni, raggiunge la semifinale sulla terra battuta a Houston eliminando tra gli altri il nº 18 del ranking ATP Tommy Paul e cede in due set a Tomás Martín Etcheverry. Dopo l'eliminazione al secondo turno a Monaco di Baviera, si spinge per la prima volta al terzo turno di un Masters 1000 al Madrid Open grazie al successo sulla testa di serie nº 15 Lorenzo Musetti. Consegue uno dei risultati più prestigiosi in carriera spingendosi fino ai quarti di finale agli Internazionali d'Italia con i successi sui top 10 Taylor Fritz e Andrej Rublëv, raccogliendo poi solo 4 giochi contro Daniil Medvedev, che vincerà il torneo. Queste imprese gli consentono di guadagnare 37 posizioni in classifica e si porta alla 64ª, migliorando dopo 2 anni il proprio best ranking.
Continua l'ascesa al Roland Garros, dove entra nel tabellone come lucky loser e vince il suo primo incontro in carriera nel torneo sconfiggendo al quinto set Thiago Monteiro; esce di scena al secondo turno per mano di Francisco Cerúndolo. Raggiunge il secondo turno anche ad Halle ed entra per la prima volta nella top 50. Ai successivi Mallorca Championships supera il nº 5 del mondo Stefanos Tsitsipas ed esce in semifinale per mano di Adrian Mannarino, a fine torneo sale alla 45ª posizione mondiale. Al primo turno di Wimbledon perde al quinto set contro Taylor Fritz dopo aver condotto per 2 set a 1. Vince un paio di incontri negli ultimi tornei stagionali ATP su terra battuta e perde tutti quelli disputati nella trasferta americana, compreso quello di primo turno agli US Open. Nel finale di stagione non va oltre i quarti di finale raggiunti all'ATP di Anversa.

### 2024, semifinale agli Australian Open e 81º del ranking in doppio, una semifinale ATP in singolare
All'esordio stagionale supera il nº 24 ATP Sebastian Korda  al primo turno del Brisbane International e perde i tre incontri successivi, tra cui quello di primo turno agli Australian Open. Nel torneo di doppio dello Slam di Melbourne raggiunge la semifinale in coppia con Dominik Koepfer e vengono eliminati da Simone Bolelli / Andrea Vavassori. Nei mesi successivi vincerà in doppio alcuni altri match ATP e a giugno porterà il miglior ranking alla 101ª posizione. In singolare si spinge fino ai quarti al Córdoba Open e al terzo turno al Miami Open, dove raccoglie un solo gioco contro Grigor Dimitrov dopo avere sconfitto il nº 20 ATP Adrian Mannarino. Esce al terzo turno anche a Monte Carlo e non supera il secondo turno nei tornei successivi. Riprende l'ascesa in doppio e sale all'81º posto raggiungendo assieme a Koepfer il secondo turno al Roland Garros e la semifinale all'ATP 500 sull'erba di Halle.
Torna a mettersi in luce in singolare con la semifinale raggiunta all'ATP 250 di Kitzbühel, persa contro Matteo Berrettini, con cui rientra nella top 100. Dopo una pausa, rientra alle competizioni uscendo al primo turno di qualificazione agli US Open. Contribuisce al passaggio della Germania nei quarti di finale di Coppa Davis aggiudicandosi entrambi i singolari disputati nelle sfide vinte contro Slovacchia e Cile, in quest'ultima ha la meglio sul nº 22 ATP Alejandro Tabilo. Chiude la stagione in top 100 grazie alla semifinale raggiunta in settembre al Chengdu Open, persa contro Juncheng Shang dopo aver eliminato buoni giocatori come Pedro Martinez e Giovanni Mpetshi Perricard.

### 2025, discesa in classifica e un titolo Challenger
Nella prima metà del 2025 vince alcuni incontri nelle qualificazioni di tornei ATP e solo due nei primi turni dei tabelloni principali, già a febbraio esce dalla top 100. A luglio raggiunge i quarti al Challenger 125 del Braunschweig Open e subito dopo esce nei quarti anche al torneo ATP dell'Austrian Open Kitzbühel per mano di Arthur Rinderknech dopo aver eliminato la testa di serie nº 2 Sebastian Baez. A fine torneo scende alla 150ª posizione mondiale, la peggiore dall'ottobre 2022. Dopo quasi cinque anni, torna a vincere un torneo al successivo Challenger 75 di Hagen superando in finale l'olandese Guy den Ouden al terzo set.

## Statistiche
Aggiornate al 3 agosto 2025.

### Singolare

#### Finali perse (2)
| Legenda              |
| Grande Slam (0)      |
| ATP Finals (0)       |
| ATP Masters 1000 (0) |
| ATP Tour 500 (0)     |
| ATP Tour 250 (2)     |

| Nº | Data              | Torneo                    | Superficie  | Avversario in finale | Punteggio |
| 1. | 30 Luglio 2017    | Swiss Open Gstaad, Gstaad | Terra rossa | Fabio Fognini        | 4–6, 5–7  |
| 2. | 13 Settembre 2020 | Austrian Open, Kitzbühel  | Terra rossa | Miomir Kecmanović    | 4–6, 4–6  |

### Tornei minori

#### Singolare

##### Vittorie (12)
| Legenda        |
| Challenger (7) |
| Futures (5)    |

| Nº  | Data            | Torneo                                | Superficie    | Avversario finale       | Risultato        |
| --- | --------------- | ------------------------------------- | ------------- | ----------------------- | ---------------- |
| 1.  | 17 agosto 2014  | Germany F12, Karlsruhe                | Terra rossa   | Jan Choinski            | 7-5, 6-1         |
| 2.  | 16 agosto 2015  | Germany F11, Friedberg                | Terra rossa   | Gavin van Peperzeel     | 6-2, 6-2         |
| 3.  | 17 gennaio 2016 | U.S.A. F2, Long Beach                 | Cemento       | Michael Mmoh            | 6-4, 6-0         |
| 4.  | 17 luglio 2016  | Austria F2, Kramsach                  | Terra rossa   | Stefanos Tsitsipas      | 6-4, 6-4         |
| 5.  | 24 luglio 2016  | Germany F8, Kassel                    | Terra rossa   | Julian Lenz             | 7-6(5), 6-1      |
| 6.  | 22 Ottobre 2017 | Ismaning Challenger, Ismaning         | Sintetico (i) | Lorenzo Sonego          | 6-4, 3-6, 7-5    |
| 7.  | 9 Giugno 2018   | Shymkent Challenger, Şımkent          | Terra rossa   | Roberto Cid Subervi     | 7-6(3), 4-6, 6-2 |
| 8.  | 14 Luglio 2018  | Braunschweig Open, Braunschweig       | Terra rossa   | Jozef Kovalík           | 6-2, 3-6. 6-3    |
| 9.  | 7 Luglio 2019   | Ludwigshafen Challenger, Ludwigshafen | Terra rossa   | Filip Horanský          | 6-3, 6-1         |
| 10. | 11 Agosto 2019  | Schwaben Open, Augbsurg               | Terra rossa   | Emil Ruusuvuori         | 2-6, 6-4, 7-5    |
| 11. | 23 Agosto 2020  | Internazionali Città di Todi, Todi    | Terra rossa   | Bernabé Zapata Miralles | 6-3, 6-3         |
| 12. | 3 agosto 2025   | Hagen Challenger, Hagen               | Terra rossa   | Guy den Ouden           | 3-6, 6-2, 6-2    |

##### Finali perse (6)
| Legenda        |
| Challenger (3) |
| Futures (3)    |

| Nº | Data            | Torneo                                           | Superficie  | Avversario        | Risultato        |
| -- | --------------- | ------------------------------------------------ | ----------- | ----------------- | ---------------- |
| 1. | 10 luglio 2016  | Austria F1, Telfs                                | Terra rossa | Gonçalo Oliveira  | 6(4)-7, 6-3, 1-6 |
| 2. | 14 agosto 2016  | Italy F24, Appiano sulla Strada del Vino         | Terra rossa | Jeremy Jahn       | 3-6, 2-6         |
| 3. | 21 agosto 2016  | Germany F11, Karlsruhe                           | Terra rossa | Marc Giner        | 6-2, 1-6, 3-6    |
| 4. | 27 maggio 2017  | Shymkent Challenger, Shymkent                    | Terra rossa | Ričardas Berankis | 3-6, 2-6         |
| 5. | 2 febbraio 2020 | Burnie International, Burnie                     | Cemento     | Tarō Daniel       | 2-6, 2-6         |
| 6. | 16 ottobre 2022 | ATP Challenger do Rio de Janeiro, Rio de Janeiro | Terra rossa | Marco Cecchinato  | 6-4, 4-6, 3-6    |

#### Vittorie (4)
| Legenda        |
| Challenger (2) |
| Futures (2)    |

| N. | Data           | Torneo                       | Superficie  | Compagno       | Avversari in finale                    | Punteggio              |
| 1. | 16 giugno 2013 | Mexico F12, Playa del Carmen | Cemento     | Jonas Luetjen  | Alejandro Moreno Figueroa José Pereira | 6(2)-7, 7-6(3), [10-8] |
| 2. | 8 gennaio 2017 | U.S.A. F1, Los Angeles       | Cemento     | Roberto Quiroz | Luke Bambridge Joe Salisbury           | 3-6, 6-4, [10-8]       |
| 3. | 7 aprile 2018  | Panama Challenger, Panama    | Terra rossa | Kevin Krawietz | Nathan Pasha Roberto Quiroz            | 7-6(4), 6-4            |
| 4. | 15 aprile 2018 | CDMX Open, Città del Messico | Terra rossa | Kevin Krawietz | Luke Bambridge Jonny O’Mara            | 6-2, 7-6(3)            |

## Vittorie contro giocatori top 10
| Stagione | 2020 | 2021 | 2022 | 2023 | 2024 | 2025 | Totale |
| -------- | ---- | ---- | ---- | ---- | ---- | ---- | ------ |
| Vittorie | 1    | 0    | 0    | 3    | 0    | 0    | 4      |

| N.   | Avversario         | Rank | Torneo                              | Superficie  | Turno | Punteggio        |
| 2020 |                    |      |                                     |             |       |                  |
| 1.   | Gaël Monfils       | 9    | Hamburg European Open, Amburgo      | Terra rossa | 1T    | 6–4, 6–3         |
| 2023 |                    |      |                                     |             |       |                  |
| 2.   | Taylor Fritz       | 9    | Internazionali d'Italia, Roma       | Terra rossa | 2T    | 6–4, 6–1         |
| 3.   | Andrej Rublëv      | 6    | Internazionali d'Italia, Roma       | Terra rossa | 4T    | 7–6(5), 4–6, 6–3 |
| 4.   | Stefanos Tsitsipas | 5    | Mallorca Championships, Santa Ponsa | Erba        | 2T    | 6–4, 3–6, 6–2    |